# 쁘띠첼
쁘띠첼(Petitzel)은 CJ제일제당의 상표명이다.
첫 상품은 동명의 푸딩으로 2000년 3월에 처음 출시가 되었고, 이후에는 젤리, 케잌 등을 판매·유통하고 있다.